# 瘤枝卫矛
瘤枝卫矛（学名：Euonymus verrucosus），为卫矛科卫矛属下的一个种。

## 变种
- 中华瘤枝卫矛（学名：Euonymus verrucosus var. chinensis）是卫矛科卫矛属瘤枝卫矛的变种。分布在中国大陆的陕西、甘肃等地，生长于海拔1,000米至1,700米的地区，常生长在山地杂木林中。
- 少花瘤枝卫矛（学名：Euonymus verrucosus var. pauciflorus）为卫矛科卫矛属下的一个变种。